# Warren Munson
Warren Munson (Contea di Schenectady, 30 novembre 1933) è un attore statunitense.
Ha iniziato la carriera di attore negli anni sessanta ed è principalmente noto per aver recitato nel 2003 in Abbasso l'amore con Renée Zellweger.

## Filmografia parziale

### Cinema
- Il ladro che venne a pranzo (The Thief Who Came to Dinner), regia di Bud Yorkin (1973)
- Il pollo si mangia con le mani (Carbon Copy), regia di Michael Schultz (1981)
- Mammina cara (Mommy Dearest), regia di Frank Perry (1981)
- Il grande imbroglio (Big Trouble), regia di John Cassavetes (1986)
- Venerdì 13 parte VIII - Incubo a Manhattan (Friday the 13th Part VIII: Jason Takes Manhattan), regia di Rob Hedden (1989)
- Dangerous Woman - Una donna pericolosa (A Dangerous Woman), regia di Stephen Gyllenhaal (1993)
- Decisione critica (Executive Decision), regia di Stuart Baird (1996)
- Intrepid - La nave maledetta (Intrepid), regia di John Putch (2000)
- Beautiful - Una vita da miss (Beautiful), regia di Sally Field (2000)
- Abbasso l'amore (Down with Love), regia di Peyton Reed (2003)

### Televisione
- Star Trek: The Next Generation - serie TV, episodio 7x03 (1993)

## Doppiatori italiani
- Rino Bolognesi in Star Trek - Voyager
- Renato Mori in Star Trek - The Next Generation
- Carlo Reali in Abbasso l'amore
- Emidio La Vella in Scrubs - Medici ai primi ferri